# Rainy Dog
Rainy Dog (en japonés: 極道黒社会 RAINY DOG, Gokudō kuroshakai?) es una película japonesa de 1997 dirigida por Takashi Miike, completamente ambientada y filmada en Taipei, Taiwán. Aunque la película contiene una buena cantidad de material controvertido, el tema general de la película se centra en las difíciles relaciones y situaciones que se pueden llegar a crear entre un sicario, su novia prostituta y su hijo.
Esta película es la segunda parte de la trilogía Kuroshakai o trilogía Black Society, compuesta también por Shinjuku Triad Society y Ley Lines, dirigida por Takashi Miike.

## Argumento
Yūji es un yakuza japonés exiliado y obligado a vivir en Taipei, Taiwán, donde trabaja como sicario para la Tríada local. Un día Yuji recibe la visita de una mujer que trae consigo a un niño mudo llamado Chen y le dice que es hijo suyo. En ese mismo instante, la mujer huye dejando a Chen con Yūji.

## Reparto
| Actor                 | Papel                  |
| --------------------- | ---------------------- |
| Shōw Aikawa           | Yūji                   |
| Sau Leung “Blacky Ko” | Propietario del burdel |
| Xianmei Chen          | Lilly                  |
| Gao Ming-Chun         | Ku                     |
| Chang Shih            |                        |
| Jianqin He            | Chen                   |
| Tomorowo Taguchi      | El rastreador          |
| Li-Wei Chang          |                        |
| Ming-chun Kao         |                        |
| Vicky Wei             |                        |
| Doze Niu              |                        |
| Li-Chun Lee           | Hou                    |
| Billy Ching           |                        |

## Lanzamiento
Rainy Dog se estrenó en los cines de Japón el 28 de junio de 1997. Fue lanzada en VHS editado por Daiei Video y distribuido por Toei Video Company,y en DVD tuvo varios lanzamientos distritos en Japón,el 6 de febrero de 2008 tubo un lanzamiento realizado por Kadokawa Corporation.
Se editó en DVDy Blu-ray en otros países, por diferentes distribuidoras, e incluyendo distintos contenidos especiales.En 2017, Arrow Video, editó una versión llamada Black Society Trilogy, que reúne las tres películas de la Trilogía Kuroshakai,además de mucho material extra.

## Recepción
En una reseña de Asian Movie Pulse, el crítico Matthew Cooper, escribió: «La película es un buen ejemplo de una historia sencilla increíblemente bien hecha. Las actuaciones te ayudarán a sumergirte en la historia de redención de un hombre que quiere encontrar un propósito en su vida más allá del crimen. Visualmente impactante y cargado de emociones, este es un drama criminal excepcional que toca temas de soledad, familia y la crueldad de la vida.
Con esta continuación de “Shinjuku Triad Society”, Takashi Miike vuelve a demostrar que tiene una gran afinidad por las historias de personajes oprimidos o lamentables. Es mucho menos llamativa o excéntrica que muchas de sus otras películas y carece de algunos de los elementos más extremos, como de sexo y violencia, pero es un retrato increíblemente conmovedor de un hombre que lucha contra sus demonios e intenta sobrevivir en un mundo pecaminoso».
Reseña de Sabrina Vaquerizo-González para Asiateca: «Dos años después del estreno de la primera parte de la trilogía “Sociedad negra”, Daiei y Takashi Miike vuelven con la segunda entrega: Gokudō kuroshakai, una cinta completamente diferente a su predecesora a excepción de que están unidas en cierta manera por la temática. Esta vez, a los tópicos personajes desarraigados que viven en la diáspora y a la desintegración familiar, añadirá el tema de la inocencia perdida en la infancia que ya trató en Fudoh: The New Generation. Si Riki había perdido toda su inocencia de un solo plumazo, Chen sufrirá mucho más cuando destruyan su proyecto de familia. No llegaremos a ver las consecuencias, pero sí sabemos que la violencia engendrará violencia.
Aunque tanto a Shinjuku Triad Society como a Rainy Dog se les puede entender bajo el influjo del cine negro, es en esta segunda parte de la trilogía en la que este género cobra más fuerza. La crítica social se torna mucho más potente sin tanta violencia exagerada ni tanto sexo por doquier».

## Spoiler
Como curiosidad al final de Rainy Dog hay un discurso que es muy parecido y se dice que inspiro, al que realiza La novia (Uma Thurman) a la hija de Vernita Green (Vivica A. Fox) tras asesinarla, en la película Kill Bill (Volumen 1) dirigida por Quentin Tarantino en 2003.